# アカウント型保険
アカウント型保険（アカウントがたほけん）とは生命保険の一種。アカウントとは口座のことで、銀行における預金口座に似た積立金部分があるのが特徴である。2000年以降、一部の生命保険会社で定期付終身保険にかわる新たな主力商品として販売されているものである。利率変動型積立終身保険などと呼ばれることもある。

## 概要
アカウント型保険では、大きく保障部分と積立金部分に分かれた設計になっている。契約者は毎回一定額の保険料を支払い、そのうちのいくらかを主に定期保険や医療保険などで構成される保障部分に充当し、残りを積立金として貯蓄する。積立金には所定の利息が付与され、払込期間が満了を迎えた時点で積立金部分の貯蓄額に応じた一時払の終身保険や個人年金保険へ移行する仕組みになっている。終身保険や年金の額は、貯蓄された積立金額によって変化する。
積立金にはある程度柔軟性があり、積立期間中であれば毎回の保険料から積立金への配分額を変更することによって保障の内容を見直したり、急な経済的事情が発生したときに積立金を引き出して使用することが可能になっている。また、積立金そのものから保障部分の保険料へ充当することも可能になっている。つまり月々の保険料全額を保障部分に充当するのに加え、積立金から毎月一定額を切り崩すことによって、保障部分の保障を厚くするような運用も可能である。ただし、当然のことながらこのような運用を行うと終身保険や年金へ移行する原資が減少する。
なお、前述のように積立金には利息が付与されるが、利率は経済情勢によって変動するようになっていることが一般的である。ただし、積立金部分には決済機能はないのが一般的である。
もともと、アカウント型保険は、1970年代に米国で発売されたユニバーサル保険を参考に開発されたと言われている。当時の米国は金利上昇局面にあり、固定金利の生命保険が他の金融商品に対して相対的に不利になって生命保険会社からの資金の流出が問題になっていた。これに対抗するために、経済情勢にある程度柔軟に対応できる商品が考え出されたと言われている。
ただし、ユニバーサル型保険とアカウント型保険とは理論上構造も、導入された背景も全く異なっている。
ユニバーサル型保険とは保障部分を自然保険料方式による1年更新の保障、別途積立金契約を主契約として持ち、従来の責任準備金に相当する部分としたもので、平準保険料方式の保険の「骨組」を保険期間中に変更できるようにしたものであり、アカウント型は、保障部分が平準保険料方式の保険になっており、積立金部分だけでなく、保障の部分からも事業経費である付加保険料を取るが、ユニバーサル型は積立金部分から付加保険料を取るのが一般的なので、注意が必要である。
なお、紛らわしいが、日本国内で「保険口座」のような名称で行われているサービスとは必ずしも関係があるとは言えないので注意が必要である。

## 利点
大きな保障が必要な時期には定期保険でこれをまかない、同時に一生涯の保障の準備も行うという点では定期付終身保険と同様であるが、比較すると、やはり積立金部分による運用の柔軟性が利点として挙げられる。

## 問題点
前述のように、積立金を切り崩すことによって定期保険を厚くすることができるが、一部で主契約を更新型商品とするような設計がなされることがあり、問題視されている。すなわち、更新型商品は更新のたびに保険料負担が大きく増大するが、その増大分を積立金の切り崩しによってまかなう設計にすることによって、保障は変わらないのに積立金は減ってゆくという状態になり、最終的に終身保険や年金に移行するための原資がなくなってしまうような事態に陥る。

## 特約
毎回の保険料を配分することによって毎回の負担を変えないで特約を付加することもできる。医療保険などを付加することが一般的なようである。